# Cyrestis achates
Cyrestis achates är en fjärilsart som beskrevs av Butler 1865. Cyrestis achates ingår i släktet Cyrestis och familjen praktfjärilar. Inga underarter finns listade i Catalogue of Life.